# Payload Assist Module

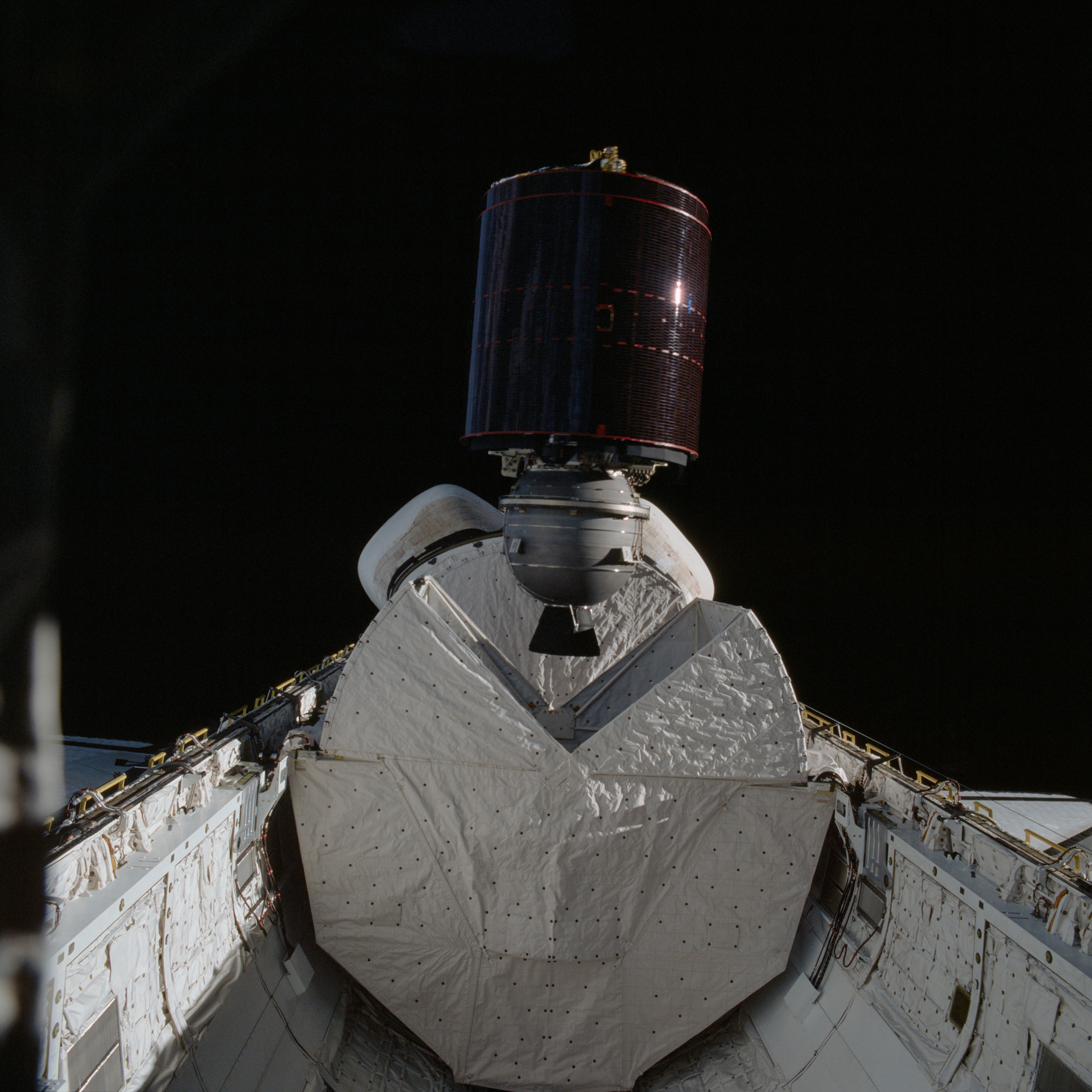
Satellite SBS-3 avec l'étage PAM-D, à l'intérieur de la soute de la navette spatiale américaine.

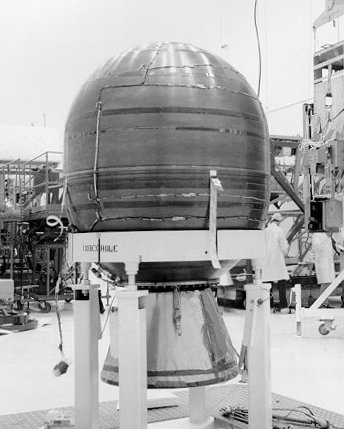
Étage PAM-D en cours d'assemblage.

Le Payload Assist Module (PAM) est un étage supérieur modulaire à propergol solide, utilisé avec la navette spatiale américaine, les lanceurs Delta et Titan. Cet étage de fusée a été utilisé pour transporter des satellites depuis une orbite terrestre basse vers une orbite de transfert géostationnaire ou une trajectoire interplanétaire. La charge utile était stabilisée en rotation en étant montée sur un plateau tournant. Initialement développé pour les navettes spatiales, différentes versions du PAM ont suivi :
- PAM-A (Atlas), développement terminé ;
- PAM-D (Delta), utilise un moteur-fusée Star 48B ;
- PAM-D2 (Delta), utilise un moteur-fusée Star 63 ;
- PAM-S (spécial) en tant que moteur d'appoint pour la sonde spatiale Ulysses[Note 1].

Le module PAM-D, utilisé comme le troisième étage d'une fusée Delta II, est la seule version en usage aujourd'hui.
Le 12 janvier 2001, un module PAM-D rentre dans l'atmosphère après que son orbite se soit rapidement dégradée. L'enveloppe en titane de cet étage PAM-D, qui avait été utilisé pour lancer un satellite GPS en 1993, s'est écrasée dans le désert saoudien dans une zone à faible densité de population. Il a été formellement identifié grâce à un numéro d'identification encore lisible.

## Galerie

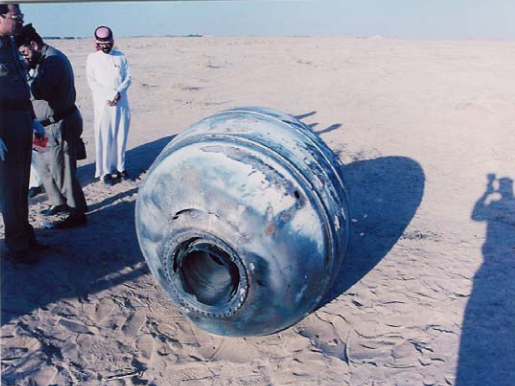
Les autorités saoudiennes inspectent l'épave du module PAM-D.
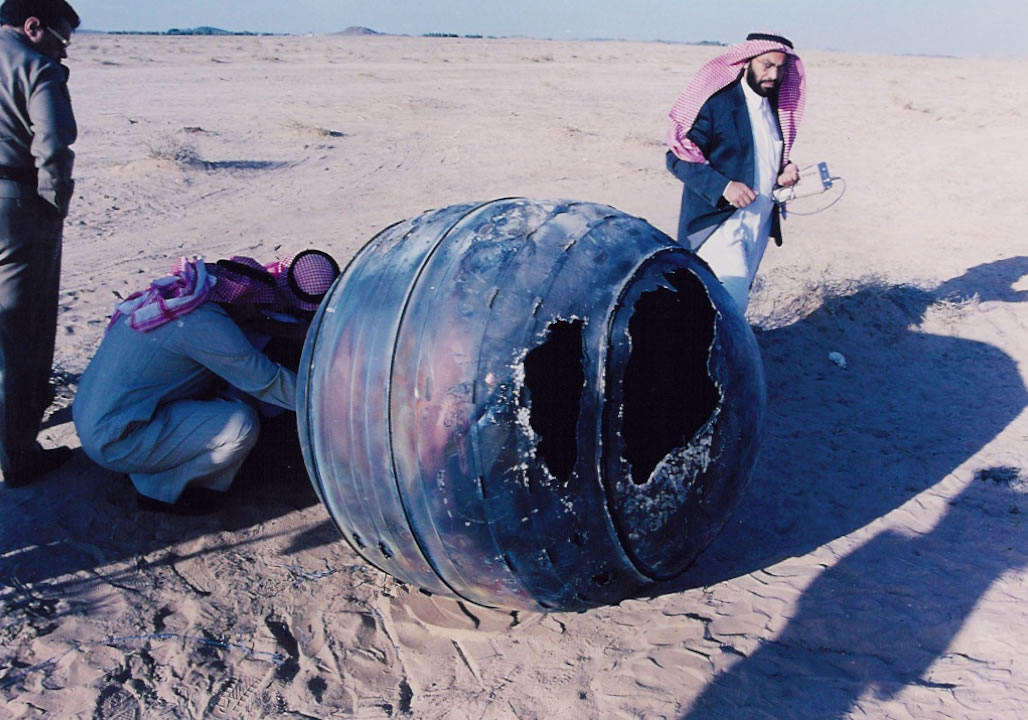
Inspecteurs saoudiens sur le site du crash d'un PAM-D en janvier 2001.
- Film en images de synthèse montrant l'étage PAM-D propulsant la sonde Phoenix. Le moteur Star 48-B est mis en rotation puis allumé. Après extinction du moteur, la vitesse de rotation est annulée à l'aide d'un yoyo, puis le moteur est largué par la sonde spatiale.